# 森本尚樹
森本 尚樹（もりもと なおき）は、日本の形成外科医。専門は上皮の再生医療。医学博士。

## 経歴
1993年、京都大学医学部卒業。1994年、島根県立中央病院勤務。1998年、京都大学医学部附属病院勤務。2000年、神戸市立中央市民病院副医長。2003年、再度京都大学医学部附属病院勤務。2012年、関西医科大学講師。2016年、同大学准教授。2019年、京都大学大学院教授。
2021年には日本形成外科学会の理事長となる。